# Luanchuan
Luanchuan är ett härad som lyder under Luoyangs stad på prefekturnivå i Henan-provinsen i centrala Kina. Det ligger omkring 210 kilometer sydväst om provinshuvudstaden Zhengzhou.